# المتواضع لكن مغرور
المتواضع لكن مغرور (بالإنجليزية: Mediocre But Arrogant) هي رواية صدرت عام 2005م بقلم أبهيجيت بهادوري. وهي أول رواية من سلسلة إم بي أي (MBA). وهي قصة خيالية تدور أحداثها في جامشيدبور الذي يوثق حياة بطل الرواية، آبي، في مدرسة الدرجة الثانية في جامشيدبور.هذه أول رواية من تأليف أبهيجيت بهادوري. وتشمل أعماله المنشورة الأخرى «متزوج لكنه متاح» وهو الكتاب الثاني في سلسلة إم بي أي وكتاب دليل الإدارة «لا تستأجر الأفضل».

## خلاصة
تدور قصة رواية المتواضع لكن مغرور حول حياة الشباب في الهند.إنها عن حياة الافعوانية في مدرسة مع لمحات من حياة نزل الطلبة، العلامات، تشاي في دهابا، وليس أقلها، أن تكون في الحب. تتبع حياة بطل الرواية، آبي، الذي يحصل على ماجستير في إدارة الأعمال في مدرسة من درجة الثانية، معهد الإدارة في جامشيدبور، بعد ثلاث سنوات قضاها في الكلية. في معهد MIJ، وجد آبي حياته مقلوبة رأساًعلى عقب مع أستاذة مثل هاثي وتشاتو، وأصدقاء مثل راسكال رستي وبابو، وفتيات مثل عائشة وكيا.هل السنتان في MIJستجد له عملاً؟ هل سيجد الحب هنا؟هذه هي الأسئلة المحورية التي تحاول الرواية الإجابة عليها.